# Giro delle Fiandre 2006
Il Giro delle Fiandre 2006, novantesima edizione della corsa e valido come quarta prova del circuito UCI ProTour, si disputò il 2 aprile 2006, su un percorso di 258 km. Fu vinto dal belga Tom Boonen che concluse in 6h26'26".

## Squadre e corridori partecipanti
Presero parte alla prova le venti squadre con licenza UCI ProTeam. Ammesse tramite l'assegnazione di wild-card furono Team Barloworld, Chocolade Jacques-Topsport Vlaanderen, Landbouwkrediet-Colnago, Unibet.com, Tenax-Salmilano e Skil-Shimano.
| N.      | Cod. | Squadra                    |
| ------- | ---- | -------------------------- |
| 1-8     | QSI  | Quick Step-Innergetic      |
| 11-18   | DVL  | Davitamon-Lotto            |
| 21-28   | CSC  | Team CSC                   |
| 31-38   | BAR  | Barloworld                 |
| 41-48   | EUS  | Euskaltel-Euskadi          |
| 51-58   | LSW  | Liberty Seguros-Würth Team |
| 61-68   | SDV  | Saunier Duval-Prodir       |
| 71-78   | A2R  | AG2R Prévoyance            |
| 81-88   | BTL  | Bouygues Télécom           |
| 91-98   | COF  | Cofidis                    |
| 101-108 | C.A  | Crédit Agricole            |
| 111-118 | FDJ  | La Française des Jeux      |
| 121-128 | GST  | Gerolsteiner               |

| N.      | Cod. | Squadra                 |
| ------- | ---- | ----------------------- |
| 131-138 | TMO  | T-Mobile Team           |
| 141-148 | LAM  | Lampre-Fondital         |
| 151-158 | LIQ  | Liquigas                |
| 161-168 | MRM  | Team Milram             |
| 171-178 | RAB  | Rabobank                |
| 181-188 | PHO  | Phonak Hearing Systems  |
| 191-198 | DSC  | Discovery Channel       |
| 201-208 | CEI  | Caisse d'Epargne        |
| 211-218 | JAC  | Topsport Vlanderen      |
| 221-228 | LAN  | Landbouwkrediet-Colnago |
| 231-238 | UNI  | Unibet.com              |
| 241-248 | TEN  | Tenax-Salmilano         |
| 281-288 | SKS  | Skil-Shimano            |

## Resoconto degli eventi
La corsa fu caratterizzata e influenzata dalle condizioni meteorologiche, con pioggia e vento che causarono diverse caudte e costrinsero numerosi corridori al ritiro. La prima fuga di giornata si staccò infatti solo dopo 93 km, con un gruppetto di sei uomini composto da Thierry Marichal (Cofidis), Ludovic Auger (FdJeux), Michael Albasini (Liquigas), Bram Schmitz (T-Mobile), David Boucher (Unibet) e Rik Reinerink (Skil) che arrivarono a guadagnare un vantaggio massimo di 4'40" dal gruppo al mk 125. Dal gruppetto di testa si staccarono prima Boucher e Reinerink, poi Schmitz e Marichal, lasciando soli Auger e Albasini, mentre il gruppo principale proseguiva l'inseguimento.
Sul Koppenberg (km 185) attaccò Tom Boonen, raggiunto in un primo momento da Bettini (Quick.Step), Klier (T-Mobile), Van Petegem (Davitamon), Cancellara (CSC), Hincapie (Discovery) e Petito (Tenax), poi da Ballan (Lampre-Fondital), Hoste (Discovery), Kroon (CSC), Ventoso (Saunier Duval) e Juan Antonio Flecha (Rabobank). Hushovd (Credit Agricole), Zabel (Milram), Pozzato e Baguet (Quick Step) inseguivano a 30 secondi mentre il resto del gruppo perse molto tempo durante l'ascesa del Koppenberg.
Gli ultimi due battistrada rimsati nella fuga della prima ora, Schmitz e Albasini, furono raggiunti ai 195 km, e i quattro si riunirono in uno solo formato da diciotto unità. Nei chilometri successivi fu la Quick Step di Boonen a lavorare e sul Valkenberg (km 226) giunse il momento cruciale della corsa: all'attacco di Hoste reagì solo Boonen, mentre Kroon dovette desistere dall'inseguimento. Si formò dunque una coppia in testa alla corsa, che nessun altro corridore fu in grado di raggiungere.
Al passaggio da Ninove, Hincapie, Van Petegem, Ballan e Cancellara riuscirono a staccarsi dal secondo gruppo per giocarsi il terzo posto, mentre davanti nell'ultimo chilometro Hoste rimase a ruota di Boonen fino a 450 metri dal traguardo, quando tentò di scattare ma fu facilmente ripreso e battuto dal corridore della Quick Step. Tra i quattro diretti inseguitori fu Hincapie a vincere la volata per il terzo posto.

## Ordine d'arrivo (Top 10)
| Pos. | Corridore         | Squadra       | Tempo    |
| ---- | ----------------- | ------------- | -------- |
| 1    | Tom Boonen        | Quick Step    | 6h24'26" |
| 2    | Leif Hoste        | Discovery Ch. | s.t.     |
| 3    | George Hincapie   | Discovery Ch. | a 1'17"  |
| 4    | Peter Van Petegem | Davitamon     | s.t.     |
| 5    | Alessandro Ballan | Lampre        | s.t.     |
| 6    | Fabian Cancellara | CSC           | s.t.     |
| 7    | Paolo Bettini     | Quick Step    | a 1'50"  |
| 8    | Karsten Kroon     | CSC           | s.t.     |
| 9    | Andreas Klier     | T-Mobile      | s.t.     |
| 10   | Roberto Petito    | Tenax         | s.t.     |

## Punteggi UCI
| Pos. | Corridore         | Squadra       | Punti |
| ---- | ----------------- | ------------- | ----- |
| 1    | Tom Boonen        | Quick Step    | 50    |
| 2    | Leif Hoste        | Discovery Ch. | 40    |
| 3    | George Hincapie   | Discovery Ch. | 35    |
| 4    | Peter Van Petegem | Davitamon     | 30    |
| 5    | Alessandro Ballan | Lampre        | 25    |
| 6    | Fabian Cancellara | CSC           | 20    |
| 7    | Paolo Bettini     | Quick Step    | 15    |
| 8    | Karsten Kroon     | CSC           | 10    |
| 9    | Andreas Klier     | T-Mobile      | 5     |